# Fafa (rivière)
Pour les articles homonymes, voir Fafa (plante).
La Fafa est une rivière de République centrafricaine, affluent de la rivière Ouham (aussi appelée Bahr Sara).

## Géographie
La Fafa est une rivière longue de 154 km, avec un dénivelé total de 162 m se jetant dans le Bahr Sara à Batangafo. Son débit moyen à Bouca est variable oscillant en 123 m3/s (en 1964) et 312 m3/s (en 1961). Son bassin collecteur s'étend sur 4 380 km2.